# 강동희 (일제 강점기 관리)
강동희(姜東曦, 1886년 10월 8일 ~ 1964년 7월 12일)는 일제강점기의 관료로, 자는 영찬(榮粲), 호는 오당(五堂), 초연재(超然齋), 본관은 진주이며 본적은 전라북도 김제군 성덕면이다.

## 생애
1910년 10월 1일부터 1912년 1월 23일까지 전라북도 진산군 서기를 역임했으며 1912년 8월 1일 일본 정부로부터 한국 병합 기념장을 받았다. 전라북도 만경군 서기(1913년)와 김제군 서기(1914년 ~ 1920년)로 재직했고 1920년 12월 20일 전라북도 민선 도평의회원으로 임명되었다.
동진수리조합 실행위원(1925년), 만경금융조합장(1933년), 김제군 성덕면협의회원과 전라북도 김제군 학교평의원(1935년), 김제어업조합장(1938년) 등을 역임했으며 1933년 5월 19일부터 1936년 1월 24일까지 전라북도 민선 도회의원을 역임했다. 1936년 2월 4일과 1937년 5월 11일 전라북도 관선 도회의원으로 임명되었고 1939년 6월 3일부터 1942년 6월 2일까지 조선총독부 중추원 참의를 역임했다.
1939년 조선유도연합회 평의원과 전라북도 유도연합회 부회장, 1941년 조선임전보국단 발기인을 역임했으며 1941년 6월 조선총독부 중추원 부여신궁 공사 근로봉사에 참여했다. 친일파 708인 명단의 중추원 부문, 민족문제연구소의 친일인명사전 수록자 명단의 중추원 부문, 친일반민족행위진상규명위원회가 발표한 친일반민족행위 705인 명단에 포함되었다.

## 가족 관계
- 아버지: 강희순(姜禧淳)
  - 장남: 강병선(姜丙善)
  - 차남: 강병철(姜丙喆)

## 참고 문헌
- 친일반민족행위진상규명위원회 (2009). 〈강동희〉. 《친일반민족행위진상규명 보고서 Ⅳ-1》. 서울. 91~102쪽.